# Recherche (1787)
Pour les articles homonymes, voir Recherche.
La Recherche était une gabare de 20 canons de classe Marsouin de la Marine royale française, plus tard reclassée en frégate armée de 12 canons. La Recherche est l'un des deux navires ayant pris part à l'expédition conduite par le contre-amiral d'Entrecasteaux, aux côtés de L'Espérance. La baie de la Recherche fut nommée en référence à cette frégate.

## Carrière
Le navire est construit et baptisé sous le nom de la Truite, il sert sous ce nom jusqu'au mois de juillet 1791, lorsqu'il est renommé La Recherche et reconverti en frégate armée de 12 canons.
La Recherche quitte Brest le 29 septembre 1791 pour une mission d'exploration chargée par le roi Louis XVI de retrouver Jean-François de La Pérouse, en Nouvelle-Calédonie et dans le Pacifique sud. Antoine Bruny d'Entrecasteaux meurt à son bord le 21 juillet 1793.
Le 28 octobre 1793, le navire est capturé par les Hollandais à Surabaya, pour n'être restitué à la France qu'en février 1794. En septembre, il est vendu à la Hollande, et deux mois plus tard démantelé.